# Рукбах
Рукбах, Ксора, (англ. Delta Cassiopeiae)' (δ Cas / δ Cassiopeiae) — звезда в созвездии Кассиопеи. Название звезды произошло от арабского слова ركبة rukbt — «колено». Имеет звездную величину +2.66 и находится на расстоянии около 100 световых лет от Земли. Масса звезды в 3.3 раза больше солнечной, а радиус — в 4 раза превосходит солнечный. Звезда ярче Солнца в 68.56 раз, температура поверхности составляет около 8500 градусов по Кельвину. Имеет спектральный класс A5III-IV (белый гигант-субгигант).